# Oriol Vinyals
Oriol Vinyals   (Sabadell, 1983) és un investigador català, format a la Universitat Politècnica de Catalunya i a la Universitat de Berkeley, líder del grup de recerca en Deep Learning de Google Deepmind. El 2016 fou escollit per la revista MIT Technology Review com un dels 35 joves més innovadors.